# Nationale Evangelische Kirche Latakia

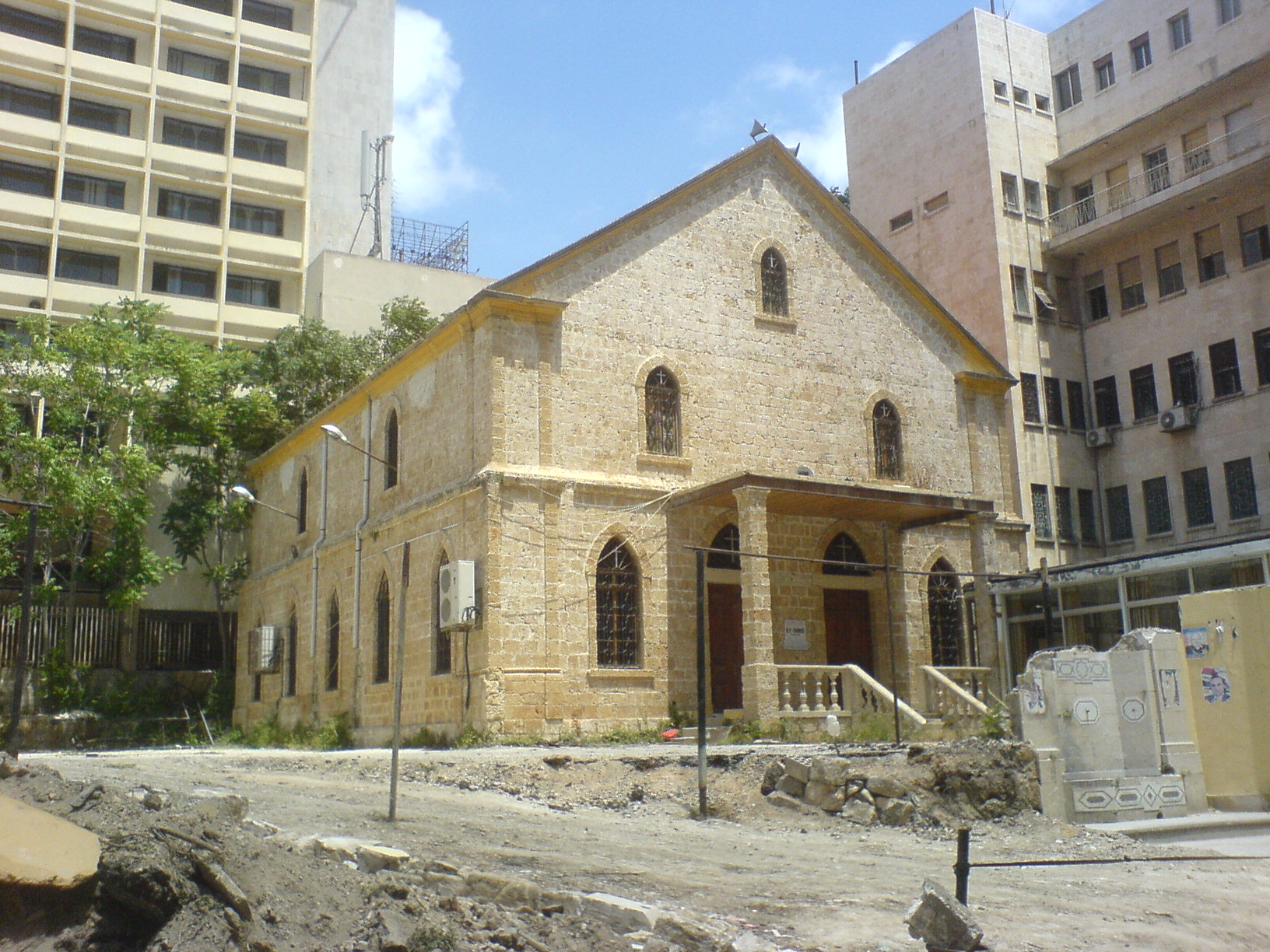
Nationale Evangelische Kirche Latakia, 25. Mai 2012. Rechts die Kommerzbank Syriens, links das Universitätsklinikum

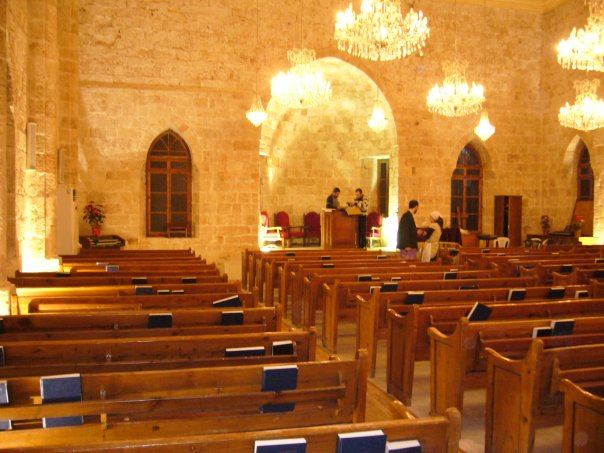
Nationale Evangelische Kirche Latakia, Innenansicht

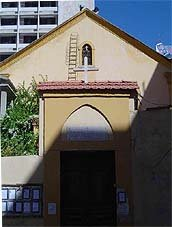
Nationale Evangelische Kirche Latakia, Eingang

Die Nationale Evangelische Kirche Latakia (arabisch الكنيسة الإنجيلية المشيخية الوطنية في اللاذقية) ist die Kirche der Nationalen Evangelischen Synode in Syrien und Libanon in der syrischen Stadt Latakia.

## Standort
Die Nationale Evangelische Kirche steht im östlichsten Abschnitt an der Nordseite der Gabriel-Saada-Straße (شارع جبرائيل سعادة) am westlichen Rand der Innenstadt von Latakia. Parallel etwas östlich verläuft in Nord-Süd-Richtung die Straße des 8. März (شارع ٨ آذار); zwischen dieser Hauptstraße und der Kirche steht das Bankhochhaus der Kommerzbank Syriens.

## Geschichte
1856 kamen zahlreiche presbyterianische Missionare aus westlichen Ländern in die Region Latakia, predigten und gründeten Schulen. Die ersten Dörfer der Region Latakia, in denen es Missionare gab, waren zunächst Bahamra und dann al-Jandiriya, Ghassaniyeh sowie al-Ghunaimia. Der erste Gottesdienst fand 1859 in arabischer Sprache statt, und 1860 wurden die erste Schule für Knaben und ein Kindergarten eröffnet. 1866 folgte eine Schule für Mädchen. Die erste evangelische Kirche in Latakia wurde 1876 fertiggestellt. Es war zunächst eine Halle bei der Mädchenschule. 1877, als die Gemeinde 27 Mitglieder hatte, wurde auch ein Krankenhaus mit zehn Betten errichtet, in dem arme Patienten kostenfrei behandelt wurden. Hieraus ging das heutige Universitätsklinikum al-Assad (مشفى الأسد الجامعي; al-assad, الأسد = „der Löwe“) hervor. Die Knabenschule befand sich am Ort der heutigen Ibn-Sina-Schule (مدرسة ابن سينا), während sich am Ort der einstigen Mädchenschule heute ein Gebäude des Universitätsklinikums befindet. Nicht hiermit verwechselt werden darf die in der Nähe weiter westlich liegende Ghassan-Harfoush-Schule (مدرسة غسان حرفوش). Nach den Missionsschulen der evangelischen Missionare aus den USA wurde die Mutanabbi-Straße (شارع المتنبي) inoffiziell auch als „Amerikastraße“ (شارع الأميركان) bezeichnet, und die ganze vor allem von Christen bewohnte Wohngegend um die „Amerikastraße“ – grob die westliche Hälfte des Stadtgebiets von Latakia innerhalb der Stadtgrenzen von 1936 – kannte man als „Amerikaviertel“.
Am 20. März 1920 wurde der erste arabische Pastor der Kirche berufen, und zwar Khalil Awad aus dem Dorf Adeniya. 1923 war die evangelische Gemeinde so gewachsen, dass die Notwendigkeit für eine neue, größere Kirche bestand. Am 26. Juni 1925 wurde die neue, heutige Kirche, die über 300 Personen aufnehmen konnte, mit einem Abendmahlsgottesdienst eröffnet. 1923 entstand eine weitere Kirche im Dorf Ghassaniyeh, wo Ibrahim Basna Pastor wurde. In der Kirche und Schule von al-Ghunaimia wurde Pastor Youssef Bessna Verantwortlicher. Im August 1957 verließen die letzten Missionare Latakia, und die presbyterianische evangelische Kirche, wo alle Pastoren, Lehrer und Ärzte Syrer waren, erhielt den Namen Nationale Presbyterianische Evangelische Kirche von Latakia. 1961 trat die Kirche der Nationalen Evangelischen Synode in Syrien und Libanon bei.

## Allgemeines
Die Nationale Evangelische Kirche Latakia ist die größte Gemeinde der Nationalen Evangelischen Kirche in Syrien und hat das größte evangelische Gotteshaus Syriens, das gleichzeitig zu den größten Kirchen Latakias gehört. 400 Personen finden in der Kirche Platz, und im Jahre 2003 gehörten etwa 1000 Evangelische zur Gemeinde. Im Januar 2020 wurde auf der Facebook-Seite von RP Global Missions eine aktuelle Zahl von 1200 Gemeindegliedern angegeben. Nach Aussage der Kirche ist die Nationale Evangelische Kirche auch die einzige, die in Syrien neue Gläubige aus nicht christlichem Hintergrund hinzugewinnt. Neben den Gottesdiensten an Sonntagen gibt es Sonntagsschule, Bibelkurse und Konferenzen. Ebenso gibt es einen Chor, eine Theatergruppe und Fußballspiele.
Jeden Sonntagmorgen zum Gottesdienst kommt ein Wochenblättchen heraus, das an die Teilnehmer verteilt wird. Alle zwei Monate erscheint eine Zeitschrift („Meine Kirche“) mit Nachrichten über die Kirche, Terminen und christlichen Themen. Die Kirche hat auch eine Bücherei mit Büchern und Tonträgern.

## Architektur
Die Nationale Evangelische Kirche Latakia ist mit 400 Sitzplätzen bei 1000 Gemeindegliedern im Jahre 2010 eine der größten Kirchen Latakias. Das zweigeschossige Gebäude hat einen rechteckigen Grundriss und flache, aus hellem Sandstein gemauerte Außenwände mit einem Satteldach. Sie steht in Nord-Süd-Richtung, wobei die Südseite zur Gabriel-Saada-Straße hin zwei Eingangstüren mit einem zweisäuligen Porticus und rechts und links davon je ein Spitzbogenfenster hat. Darüber befinden sich zwei Rundbogenfenster, und der Giebel darüber hat mittig auch ein Rundbogenfenster. Die Seitenwände haben jeweils in der ersten Etage fünf Spitzbogenfenster und in der zweiten zwei Rundbogenfenster. In die Gitter der Mosaikfenster sind Kreuzmotive integriert.